# Макроекономија
Макроекономија потиче од грчких речи macros (велики) и oikonomia (привреда), oikonomia је такође кованица речи oikos (домаћинство) и nemein (управљање). Макроекономија проучава економске агрегатне величине. Другим речима, бави се проучавањем проблема друштвене привреде, као целине, где се варијабле своде на мали број глобалних величина, тј. комплексних агрегатних величина. На пример, коришћење каматних стопа, пореза и државне потрошње за регулисање раста и стабилности привреде. То укључује регионалне, националне и глобалне економије.
У том смислу макроекономија се бави изучавањем појава, процеса и проблема, као што су: аутпут, бруто домаћи производ, нето домаћи производ, друштвени бруто производ, друштвени производ, национални доходак, потрошња, штедња, инвестиције, економски раст, спољнотрговинска размена, друштвена репродукција, платни биланс, циклична кретања привреде, буџет, фискална и монетарна политика, агрегатна тражња и понуда, запосленост, инфлација итд. Према томе, макроекономија проучава функционисање и управљање економијом у целини.
Макроекономија добија на значају после велике економске кризе (1929—1939. године), када су обелодањени економски проблеми са несагледивим последицама, који се нису могли разрешити путем механизма Смитове „невидљиве руке“. Међу економистима је то најбоље уочио Џон Мејнард Кејнс (1883—1946. године), те се настанак наведена макроекономија теорије и политике везује за његово име.
Макроекономија и микроекономија су две најопштије области у економији. Циљ 17 одрживог развоја Уједињених нација је усредсређен на јачање глобалне макроекономске стабилности кроз координацију политика и кохерентност као део Агенде 2030.

## Развој

### Порекло
Макроекономија је потекла из некада подељених поља теорије пословног циклуса и монетарне теорије. Квантитативна теорија новца била је посебно утицајна пре Другог светског рата. Она се јављала у многим облицима, укључујући верзију засновану на делу Ирвинга Фишера:
{\displaystyle M\cdot V=P\cdot Q}
У типичном гледишту квантитативне теорије, новчана брзина (V) и количина произведене робе (Q) биле би константне, те би свако повећање новчане понуде (M) довело до директног повећања нивоа цена (P). Квантитативна теорија новца била је централни део класичне теорије економије која је владала почетком двадесетог века.

### Аустријска школа
Рад Лудвига фон Мизеса с насловом Теорија новца и кредита, објављен 1912. године, била је једна од првих књига аустријске школе која се бавила макроекономским темама.

### Кејнс и његови следбеници
Макроекономија је, барем у свом савременом облику, започела објављивањем Опште теорије запослености, камате и новца Џона Менарда Кејнса. Када је завладала Велика депресија, класични економисти имали су потешкоћа да објасне како роба може остати непродана, и радници остати незапослени. У класичној теорији, цене и наднице падале би док се тржиште не рашчисти и док се сва роба и радна снага не продају. Кејнс је понудио нову економску теорију која је објаснила зашто се тржишта можда неће рашчистити, која је еволуирала (касније у 20. веку) у групу макроекономских школа мишљења познату као кејнска економија - такође звана кејнсијанизам или кејнсијанска теорија.
У Кејнсовој теорији, квантитативна теорија се сломила, јер су људи и предузећа склони задржавању готовине у тешким економским временима - феномен који је описао у смислу преференција ликвидности. Кејнс је такође објаснио како би мултипликативни ефекат увећао мали пад потрошње или инвестиција и изазвао пад у целој економији. Кејнс је такође уочио улогу неизвесности и животињских нагона у економији.
Генерација која је следила Кејнса комбиновала је макроекономију Опште теорије са неокласичном микроекономијом да би створила неокласичну синтезу. До 1950-их, већина економиста прихватила је синтезни поглед на макроекономију. Економисти попут Пола Самјуелсона, Франка Модиљанија, Џејмса Тобина и Роберта Солоа развили су формалне кејнсијанске моделе и допринели формалним теоријама потрошње, инвестиција и потражње за новцем које су утврдиле кејнсијански оквир.

## Тржиште новца
Новчаном тржишту је задатак свакодневно опскрбљивање банака новцем, како би им се осигурала ликвидност, текућа плаћања њихових комитената. На овом тржишту тргује се банковним ликвидним резервама и краторичним вредносницама. Ово тржиште нема фиксну локацију, институционалну структуру, оно је скуп различитих тржишта, оно је компетитивно и велепродајно, тргује се на „реч”, савременим телекомуникацијским средствима. Централна банка на овом тржишту интервенише утицајем на каматне стопе, одобравајући кредите за ликвидност банака. Новчана понуда (Мс) и новчана потражња (Мд) одређују каматну стопу која представља цену новца.
Монетарни агрегати (новчана понуда Мс) представљају количину агрегатне понуде новца у некој земљи. Они се разликују зависно од ликвидности разних врста новца који садрже. Основна мера агрегатне понуде новца је трансакцијски новац или новац у ужем смислу, тј. онај који служи за робно-новчане трансакције или купопродаје роба и услуга (М1- новчана маса, ковани, папирни и депозитни новац).
Удео готовине у структури М1 веома је важан податак, али различит у различитим земљама и раздобљима. Креће се обично од 1/3 до 2/3 новчане масе. Смањење тог удела повољан је показатељ, а повећање лоша вест за монетарну власт, јер се повећавају трошкови штампања новца, неповерење у депозитни новац и монетарни систем. М2 је шира мера укупне понуде новца, јер обухваћа новац у ширем смислу тј. и онај новац који обавља функцију чувања дела укупне имовине у новчаном облику. Следе још М3 и М4.
Мс = М1 + М2 + М3 + М4
- М1: готовина (папирни и ковани новац изван банака) + депозити по виђењу (врста новчаних улога у банку који се на захтев улагача / штедише враћа истоме) = трансакцијски новац
- М2: М1 + орочени депозити до годину дана
- М3: М2 + орочени депозити преко годину дана
- М4: М3 + мање ликвидна средства

Дефиниције новчане масе мењају се због појаве нових врста инструмената плаћања.
Монетарна потражња (Мд)
Агрегатна потражња за новцем је збир индивидуалних потражњи новца које исказују грађани и предузећа. Новац се тражи и држи због могућности да се њиме купују и плаћају друге робе, а не због његове унутрашње вредности. Задржавање једног дела имовине у новчаном облику обично је ограничено због опортунитетног трошка који је једнак величини камата које се могу добити ако се новац држи у банци.
У монетарну потражњу спадају: трансакцијска, шпекулацијска, сигурносна и имовинска потражња.
Трансакцијска се потражња јавља због потребе људи да размењују и плаћају робе и услуге и чини највећи део агрегатне потржње новца. Шпекулацијска настаје због неизвесности кретања на финанцијском тржишту и покушаја људи да остваре неку зараду у брзој размени разних врста новца, у замени за вредносне папире користећи осцилације каматних стопа, дивиденди, течајева у своју корист. Сигурносна потражња настаје због потребе људи да један део новца држе у готовини и да имају финанцијску сигурност у прибављању роба и услуга и у тешким, непредвиђеним ситуацијама. Обично се прибраја пословној (трансакцијској). Имовинска настаје из потребе људи да један део своје имовине (активе) држе у облику новца избегавајући грешку стављања „свих јаја у једну кошару”, тј. како би се диверзификовао њихов портфолио. О томе говори теорија портфеља.